# Hoy, Shetlandsöarna
Hoy (Háey, fornnordiska för 'hög ö') är en ö i Storbritannien.   Den ligger i viken Weisdale Voe i Shetlandsöarna, i norra delen av riksdelen Skottland, i den norra delen av Storbritannien, 1 000 km norr om huvudstaden London, mellan Storbritannien och Norge. Den ligger sydväst om Shetlands Mainland.
I närheten finns de mindre holmarna Hoggs of Hoy och Junk. Hoysundet ligger mellan ön Hoy och Stromness, halvön på Shetlands huvudö Mainland.
Klimatet i området är tempererat. Årsmedeltemperaturen i trakten är 5 °C. Den varmaste månaden är juni, då medeltemperaturen är 10 °C, och den kallaste är februari, med 0 °C.